# カール・ハインリヒ・ビーバー
カール・ハインリヒ・ビーバー（Carl Heinrich Biber, 1681年9月4日 - 1749年11月19日）は、ドイツの作曲家・ヴァイオリニスト。

## 生涯
ザルツブルク出身。ハインリヒ・イグナツ・フランツ・フォン・ビーバーの8番目の子で、父から音楽の手ほどきを受けた。1704年からローマやヴェネツィアに遊学した。帰国後の1714年からザルツブルク宮廷の副楽長を務めた。1743年に宮廷楽長に昇格したが、そのときにレオポルト・モーツァルトをヴァイオリニストとして採用した。息子のカエタンも1756年からザルツブルク宮廷のヴァイオリニストを務めた。
作品からは後期バロックからロココへの様式変遷がうかがえる。しかし質においては父に及ばないとするのが一般的な評価である。

## 作品
ザルツブルクには20のミサ曲、17のリタニと晩課、14の奉献唱、3つのマニフィカト、3つのテ・デウム、8つのレジーナ・チェリ、3つのミゼレーレなどが残されている。器楽曲としては31の教会ソナタが唯一知られている。